# Stor-Mjölkvattnet
Stor-Mjölkvattnet eller Stora Mjölkvattnet, samiska: Mealhka, är en sjö i Krokoms kommun och Åre kommun i Jämtland och ingår i Indalsälvens huvudavrinningsområde. Sjön har en area på 13,9 kvadratkilometer och ligger 554,2 meter över havet. Sjön avvattnas av vattendraget Långan (Storån).Sjön är belägen på gränsen mellan Offerdals socken i Krokoms kommun och Kalls socken i Åre kommun, Jämtland. Sjön är långsträckt och ligger i dalgången mellan fjällmassiven Oldfjällen i Jovnevaerie sameby och Sösjöfjällen i Njaarke sameby. Bland fjälltopparna vid Mjölkvattnet kan nämnas Himmelsraften (Skaeddrie, 1211 m ö.h.) och Mjölkvattsfjället (Mealhkantjahke, 1248 m ö.h.).
Mjölkvattnet avvattnas av en av Långans två större källfloder som börjar i Stor-Burvattnet och Lill-Burvattnet och rinner ut i Yttre Oldsjön. Där förenas Långan med den andra källfloden som börjar i Korsvattnet. Efter utflödet ur Yttre Oldsjön rinner Långan genom Rönnösjön och Landösjön vidare till Indalsälven.
Mjölkvattnet ligger inom Svenskådalens reservatsområde men eftersom sjön blev reglerad 1943 ingår den inte i Svenskådalens naturreservat. I Mjölkvattnet finns öring och röding. Vid Stor-Mjölkvattnet ligger samevistet Tjouren.

## Delavrinningsområde
Stor-Mjölkvattnet ingår i det delavrinningsområde (709030-137898) som SMHI kallar för Utloppet av Stor-Mjölkvattnet. Medelhöjden är 709 meter över havet och ytan är 51,4 kvadratkilometer. Räknas de 43 avrinningsområdena uppströms in blir den ackumulerade arean 256,07 kvadratkilometer. Långan (Storån) som avvattnar avrinningsområdet har biflödesordning 2, vilket innebär att vattnet flödar genom totalt 2 vattendrag innan det når havet efter 307 kilometer. Avrinningsområdet består mestadels av skog (28 procent) och kalfjäll (40 procent). Avrinningsområdet har 13,91 kvadratkilometer vattenytor vilket ger det en sjöprocent på 27 procent.